# Aldeburgh
Aldeburgh è un paese di 2 793 abitanti della contea del Suffolk, in Inghilterra.